# Національно-визвольне повстання на Мадагаскарі
Національно-визвольне повстання на Мадагаскарі (фр. Insurrection malgache) — збройне повстання народів Мадагаскару 29 березня 1947 — травень 1948 року за надання незалежності від Франції.

## Передісторія повстання
Острів Мадагаскар був французькою колонією з 1896 року. У Другій світовій війні на острові мали місце бойові дії, в ході яких колоніальна адміністрація, яка підтримувала режим Віші, була змушена капітулювати перед союзними військами. Кілька десятків тисяч малагасійців були призвані до війська «Франція, що бореться» і воювали в Європі. Наслідком став підйом національно-визвольного руху. В грудні 1943 року на острові було створено Об'єднання профспілок Мадагаскару, яке активно виступало проти колоніальних порядків. Генеральними секретарями цієї організації були політичні діячі Ж. Равуахангі та П. Бауто. У 1945 році утворилася партія «Відновлення незалежності мальгашського народу», у лютому 1946 року перейменована в «Демократичний рух мальгашського відродження» (ДЦМВ, голова — Ж. Расета), яка стала швидко перетворюватися в могутню антиколоніальну організацію. ДЦМВ мала великий вплив, протягом 1946 року в неї вступило близько 300 000 чоловік.
У листопаді 1945 року в Установчі Збори Четвертої Республіки були обрані депутати від Мадагаскару Жозеф Равуахангі і Жозеф Расета. 21 березня 1946 року вони внесли на розгляд законопроєкт про скасування колоніального договору 1896 року та надання незалежності Мадагаскару. Цей законопроєкт не був прийнятий до розгляду під приводом, що він носить яскраво виражений антиконституційний характер, хоча конституція Четвертої Республіки тільки вироблялася і не була ще затверджена.
Влітку 1946 року генерал-губернатором колонії був призначений М. де Коппе, прихильник жорстких заходів проти визвольного руху, який отримав відповідні повноваження від Парижа. По острову прокотилася хвиля арештів, за кілька місяців було порушено понад шістдесяти кримінальних справ «у зв'язку з вчиненням насильства по відношенню до комісара поліції і актів, які можуть підірвати державну безпеку, і в зв'язку з розмовами, здатними викликати ненависть до французького уряду». Французькі колоніальна влада в противагу ДЦМВ створила Лігу захисту колонізації, посилила поліцію, створила так звану тубільну варту збройних переселенців — коморців і африканців, які не говорили мальгашською. Використовувалася політика «розділяй і володарюй», для цього ними була створена «Партія знедолених Мадагаскару» (Падесм), на чолі якої стояв Рамамбасон, співробітник сил безпеки. Друкований орган Падесм — газета «Вурумахері» («Хижий птах») виступала з провокаційними статтями, спрямованими на те, щоб протиставити населення прибережних районів острова етнічно іншому населенню центральних районів Мадагаскару.
13 жовтня 1946 року в Парижі Установчими Зборами була прийнята конституція Четвертої Республіки, яка передбачала утворення Французького Союзу. В цілому конституція залишала без змін всі політичні основи колоніальної системи і французький суверенітет над заморськими володіннями, не порушене косметичними заходами. Мадагаскар був оголошений окремою колоніальною адміністративною одиницею із статусом «заморської території» і отримав право формувати так званий дорадчо-консультативний орган при губернаторові — «Велика рада», а також Територіальну асамблею (провінції Мадагаскару формували свої Провінційні асамблеї). Асамблеї не мали законодавчої влади. Всю повноту влади зберігав глава французької адміністрації — губернатор. На виборах у Національну асамблею Франції в листопаді 1946 року депутати від національно-визвольних сил отримали переважну більшість мандатів, у тому числі були обрані лідери ДЦВМ Жозеф Равуахангі, Жозеф Расета і Раймон Рабеманандзара. На виборах у Провінційні асамблеї Мадагаскару в січні 1947 року ДЦВМ завоювала 64 з 92 місць. Колоніальна влада сприйняла результати виборів як загрозу своєму пануванню.
Наприкінці 1946 року між членами ДЦВМ і Падесм почалися збройні зіткнення, що дозволило французькій адміністрації отримати з Парижа кошти на збільшення чисельності поліції. На додаток до 4 формувань моторизованої поліції було сформовано ще 6. Збройні сили французької адміністрації — 7 батальйонів колоніальної піхоти, 2 дивізіони артилерії, допоміжні частини і 3140 людей тубільної варти були приведені в стан підвищеної боєготовності. Французькі переселенці також були спішно озброєні.
Влада спішно змінили «заднім числом» умови виборів у Велику раду, які повинні були відбутися 30 березня 1947 року. Тепер французька адміністрація отримала можливість без зусиль провести в Велику раду своїх депутатів, тоді як ДЦВМ позбулася б цієї можливості. Почалася нова хвиля масових арештів. «Партія знедолених» також озброювала своїх прихильників з відома влади.

## Хід повстання
Масове обурення корінного населення острова провокаційними діями колоніальної адміністрації стало причиною соціального вибуху. 29 березня 1947 року на Мадагаскарі спалахнуло національне повстання. В ніч з 29 на 30 березня мальгаші, озброєні в основному списами, за що вони згодом отримали назву «списоносці», здійснили напад на військовий табір в Мураманге, де знаходилися солдати-африканці (сенегальські стрільці). У нападі брали участь близько 1200 осіб. Їм вдалося вдертися в табір, підпалити частину будівель і захопити кілька одиниць вогнепальної зброї. У бою було вбито 11 солдатів, 5 унтер-офіцерів і 4 офіцера, в тому числі начальник гарнізону. Тієї ж ночі в округах Мураманга, Амбатондразака і Манакара сталися напади на пости і військові табори поліції і армії, розгрому зазнали магазини, склади, плантації і дома французів-переселенців. Всього в цю ніч загинуло близько 140 європейців. Більш численними були жертви серед активістів Падесм і чиновників, які співпрацюють з французькою адміністрацією. Місто Манакара, після запеклої рукопашної сутички з поліцією, повністю перейшла під контроль «списоносців». У Фіанаранцуа повстанці вивели з ладу лінію електропередачі, що обслуговує місто. У Дієго-Суаресі загони «списоносців», загальною чисельністю до 4000 бійців, зробили спробу захоплення арсеналу військово-морської бази, але були з втратами відкинуті французькою охороною. Нападники захопили лише кілька рушниць і ручних кулеметів. В цілому, «списоносцям», під час нічних нападів, вдалося здобути лише трохи патронів і трохи більше сотні одиниць вогнепальної зброї.
Вранці 30 березня радіо Тананаріве повідомило про те, що ДЦВМ несе повну відповідальність за події, і що військові приступили до роздачі зброї своїм прихильникам. У Мурамангу й інших округах, де відбулися збройні виступи, були терміново направлені війська. По залізничній лінії почали курсувати озброєні кулеметами бронепоїзда. Була заборонена ДЦВМ, всі депутати цієї партії були арештовані.
Французькі війська і збройні загони переселенців приступили до придушення повстання. По всьому Мадагаскару почалася жорстока розправа з повсталими і тими, хто їм співчував. Багато осіб було страчено без суду і слідства. У Манандзарі за один день було заарештовано і розстріляно 159 осіб, серед них двоє підлітків тринадцяти і чотирнадцяти років. Шість жителів села Амбухіманга і житель села Марухіта були посаджені в літак і скинуті з висоти живими над своїми селами. Число заарештованих зросло до 20 000 чоловік.
В кінці квітня 1947 року повстання переросло у справжню партизанську війну. Жителі через розправи і арешти ховалися в лісах, де спішно створювалися укріплені бази і збройні загони. «Списоносці» встановили контроль над територією центральних і східних районів Мадагаскару, що становить 20% площі острова з населенням понад 600 000 осіб. Багато районів були ізольовані від решти острова, постачання поліції і військ в них здійснювалося тільки по повітрю. У травні-липні 1947 року "списоносці" провели кілька нападів на населені пункти. Загоном в кількості 400 чоловік був атакований вокзал в Мураманге. 200 «списоносців» здійснили напад на в'язницю в Фіанаранцуа. Обидві атаки були відбиті. 3 липня численні загони партизан зробили спробу захоплення Тананаріве. В ході бою «списоносці» зазнали жорстокої поразки, тільки полоненими вони втратили понад 3 тис. бійців. Цей бій був останнім, в якому військам довелося зіткнутися зі значними силами партизан.
До осені 1947 року активність «списоносців» помітно знизилася. Багато в чому це було пов'язано з великими втратами, які партизани несли через власні забобони. Місцеві жерці переконали багатьох бійців в тому, що в боротьбі за свободу вони будуть невразливі, тому часто «списоносці», обвішані амулетами, з холодною зброєю кидалися на гвинтівки і кулемети в повній впевненості, що «кулі французів принесуть їм не більше шкоди, ніж краплі води». Вплинула також відсутність у партизанів єдиного керівництва, загального плану дій і брак вогнепальної зброї.
В свою чергу для придушення повстання на Мадагаскар були спрямовані частини Іноземного легіону, парашутисти, алжирські і сенегальські стрільці, загальною чисельністю до 15 тис. осіб. Командуючий французькими військами генерал Гарбе застосував проти партизан тактику «масляної плями»: в районах дії партизан прокладалися нові дороги, створювалася щільна мережа укріплених постів, які поступово переносилися вглиб району, позбавляючи «списоносців» можливості маневрування, ускладнюючи зв'язок з населенням. До початку 1948 року під контролем партизанів залишалося лише два невеликих райони на захід від Ватуманди і Фіанаранцуа. У квітні-травні 1948 року партизанський рух на Мадагаскарі було повністю придушений. Правда, в окремих округах збройні зіткнення між французами і дрібними партизанськими групами тривали в 1949 і навіть в 1950 роках.
В ході повстання 1947–1948 років загинуло до 90 тисяч осіб, з них 5 тисяч партизанів і 85 тисяч мирних жителів. За іншими даними, було вбито 100 тисяч чоловік і 20 тисяч укладено в тюрми і концтабори. Втрати французьких військ становили близько 1000 осіб.